# Birifor (Sprache)
Birifor ist eine Sprache Ghanas und weist dort etwa 125.000 Sprecher (2003) in der nordwestlichen Ecke des Landes auf. Sie wird von der Volksgruppe der Birifor als Muttersprache gesprochen.
Sie wird weiter von ca. 4000 Sprechern im Nordosten der Elfenbeinküste verwendet. Alternative Namen sind Birifo, Ghana Birifor. Birifor zählt als eine eigenständige Sprache neben Wali, Daagri und Malba-Birifor in Burkina Faso.